# Carl Hammerich
Carl Hammerich (født 25. april 1888 i Aarhus, død 21. marts 1945 i København) var dansk kontreadmiral og modstandsmand.
Carl Hammerich var søn af grosserer Louis Hammerich og hustru Eleonora (Ellen) født Liisberg. Han blev gift den 15. januar 1921 i Holmens Kirke med Borghild Schmidt.
Han spillede en vigtig rolle i hjælpearbejdet for civile under anden verdenskrig. Som norsk gift var han med til at organisere fødevarehjælp til Norge, og sammen med den norske diplomat Niels Christian Ditleff var Hammerich en af nøglepersonerne i planlægningen af hjælpeaktionen for de skandinaviske fanger i Nazi-Tyskland i form af de hvide busser.
Carl Hammerich blev arresteret af tyskerne og omkom under Royal Air Forces bombardement af Shellhuset i København i slutningen af krigen. En mindehøjtidelighed afholdtes for ham i Holmens Kirke den 11. april 1945.

## Udnævnelser
- 1904: Kadet
- 30. september 1908: Sekondløjtnant med Gerners Medalje
- 1. maj 1909: Premierløjtnant
- 15. oktober 1919: Kaptajn
- 1. november 1923: Orlogskaptajn
- 1. juli 1932: Kommandørkaptajn
- 1. august 1937: Kommandør
- 1. april 1940: Kontreadmiral

## Hædersbevisninger
- 30. september 1908: Gerner Medalje
- 2. april 1926: Ridder af Dannebrogordenen
- 29. januar 1935: Dannebrogsmændenes Hæderstegn

## Diverse
- 1918-19: Formand for Søe-Lieutenant-Selskabet